# Jason Block
Jason Block, född 28 december 1989, är en kanadensisk simmare.
Block tävlade för Kanada vid olympiska sommarspelen 2016 i Rio de Janeiro, där han blev utslagen i försöksheatet på 100 meter bröstsim.